# Halina Kobeckaitė
Halina Kobeckaitė (* 20. Dezember 1939 in Trakai, Litauen) ist eine litauische Diplomatin.

## Leben
Nach dem Abitur absolvierte sie 1962 das Studium der Journalistik an der Vilniaus universitetas und von 1962 bis 1963 studierte sie usbekische Philologie an der Universität Taschkent in Usbekistan. Von 1964 bis 1967 lehrte sie Ästhetik am Medizinischen Institut Kaunas und von 1967 bis 1970 war sie Aspirantin der Universität Moskau, 1972 promovierte sie und von 1971 bis 1989 lehrte sie an der Technischen Universität Vilnius. Von 1994 bis 1997 war sie Botschafterin in Estland und 1997–2004 in der Türkei. Von  2004 bis 2007 arbeitete sie als Beraterin von Valdas Adamkus.

## Veröffentlichungen
- Menas ir estetinis auklėjimas, 1989.
- Lietuvos karaimai, 1997.